# 580-е годы
580-е (пятьсо́т восьмидеся́тые) го́ды по юлианскому календарю — промежуток времени с 1 января 580 года по 31 декабря 589 года, включающий 580 год 8-го десятилетия   и с 581 по 589 годы    9-го десятилетия VI века 1-го тысячелетия.  Они закончились 1436 лет назад.

## События по годам

### 580
- Вестготский король Леовигильд перенёс столицу Королевства вестготов из Тулузы в Толедо[1][2].
- Взятие Баяном Сирмия[3][4][5].
- Лето — Через пустыни Аравии византийский полководец Маврикий проник в Персию и вышел к Евфрату. Персидская армия разоряла византийские провинции у Каллиника. Маврикий двинулся на врага и нанёс ему поражение.
- Начало правления князя Кахетии Адарнасе I (580 — ок. 637).
- В Дайвьет из Индии прибыл буддийский проповедник Винитаручи.
- Появляется на свет «Стратегикон» Псевдо-Маврикия.

### 581
- Хильперик признал Хильдеберта своим наследником. Их союз против Гунтрамна.
- 581/2 (580) — Взятие Баяном Сирмия. Пленные византийцы построили для аваров два моста через Саву.
- Вторжение славян во Фракию, Македонию и Фессалию. Разрушение многих городов и крепостей. Славяне расселились во Фракии.
- 581, июнь — Полководец персов Тамхосров подступил к Константине. В крупной битве Маврикий, тогда ещё полководец Тиберия, полностью разгромил персов.
- Ян Цзянь смещает Цзин-ди, последнего императора Северной Чжоу, устанавливает династию Суй и занимает престол (по 604 год). Казнь Цзин-ди вместе с родственниками.
- Борьба за власть в Тюркском каганате после смерти Таспар-кагана.

### 582
- 582 — Тиберий выдал свою дочь Констанцию за Маврикия и сделал цезарями Маврикия и полководца Германа. 13 августа — Страдая от болезни, он объявил Маврикия императором.
- 582—602 — император Византии Маврикий, Флавий Тиберий (539—602, ноябрь). Объявление греческого языка вместо латинского официальным.
- 582—602 — Правитель Хиры Ну’ман III.
- 582—589 — Император Чэнь Хоу-чжу.

### 583
- Гунтрамн передал часть земель Хильдеберту и усыновил его. Их союз.
- Гунтрамн разбил узурпатора Гундовальда.
- Авары захватили Сингидон (Белград).
- Восстание бедноты у тюрок под руководством Абруя. Абруй откочевал в Бухарский оазис и избран его правителем.

### 584
- Образование Равеннского экзархата[6].
- Первое упоминание титула экзарха. Титул упоминается в письме папы Пелагия II и прилагается патрицию Децию, имевшему своё пребывание в Равенне.
- Май/июнь — Рождение у Фредегонды сына Хлотаря. Сентябрь/октябрь — Хильперик в Шелле убит неизвестным.
- 584—629 — Король Нейстрии Хлотарь II.
- Фредегонда передала богатства Хильперика в собор Парижа.
- Гунтрамн берёт под защиту Фредегонду с сыном.
- Мирный договор аваров с Византией. Византийцам возвращён Сингидон.
- Славяне подошли к Константинополю, прорвались за стены и произвели резню в предместьях. Полководец Коментиол отогнал их и разбил.
- 584 (?), 26 октября — Нападение славян на Фессалонику.
- Объединение Северного Китая под властью Ян Цзяня.
- Королём лангобардов избран Аутари.

### 585
- Креода становится королём Мерсии
- Эдикт Гунтрамна. Призывает к более строгому соблюдению христианской жизни.
- Чума в Галлии
- В Маконе (Бургундия) созван Маконский собор.
- Конец королевства Галисия и завоевание его вестготами.
- Вестготы под предводительством короля Леовигильда завоёвывают королевство свевов на Пиренейском полуострове
- Коментиол разбил славян Ардагаста у Астина и изгнал.
- 585—587 — 31-й император Японии Ёмэй.

### 586
- 586—601 — Король вестготов Реккаред[7][8], сын Леовигильда.
- Вестготы принимают ортодоксальное христианство.
- Провал франкской военной кампании против вестготов в Септимании.
- Сражение на равнине Солах в Восточной Месопотамии. Византийская армия наносит поражение персам.
- 586 (?), 22-29 сентября — Осада славянами Фессалоники.
- Тюркский каган подавляет восстание Абруя в Согде. Абруй казнён.

### 587
- 13 августа — смерть в Пуатье Радегунды, вдовы Хлотаря I (ок. 75 лет), монахини монастыря Св. Креста. Позже канонизирована.
- Договор в Анделоте. Урегулировал отношения между Гунтрамном и Хильдебертом.
- Захват славянами большей части Греции.
- Анты нападали на славян по наущению Византии.
- Овладение аварами византийской военной техникой.
- Патриарх Иоанн IV Постник составляет поместный собор для обсуждения жалоб на антиохийского патриарха Григория. Среди прочего, на этом соборе было принято решение о новой титулатуре константинопольского патриарха: он удостоен титула «Вселенского».

### 588
- Славяне разоряли Фракию.
- Лангобарды захватывают крепости Чьявенна и Изола Комачина.
- 588—589 гг. По сообщению схоластика Евагрия: «Авары, дважды прошедши до так называемой Длинной стены, завладели Сингидоном (Белград) и Анхиалом, захватили и поработили всю Елладу и другие города и крепости, всё предавая убийству и огню, так как войска были отведены на восток».
- Тюрками возвращён Византии Боспор, вероятно дипломатическим путём.
- Сражение при Мартирополе. Персы терпят поражение от византийских войск.
- Персидские войска во главе с полководцем Бахрамом Чубином, наместником Южного Азербайджана, отразили большое нашествие тюрков из Средней Азии на Иран.
- Распад Тюркского каганата на Восточно-тюркский каганат в Монголии и Западный — в Восточном Туркестане и Семиречье.
- 588—592 — 32-й император Японии Сусюн (523—592).

### 589
- Август — персидская армия Бахрама Чубина разгромила тюркютов Янг-Соух-тегина в битве при Герате.
- Сражение при Нисиби. Персидское войско потерпело поражение от имперских войск.
- Сильное наводнение в Италии. Вода затопила низменные местности в Северной и Средней Италии; пострадали предместья Рима.
- Назначение в Италию нового экзарха — Романа.
- На Толедском соборе приняли добавление к христианскому символу веры — «филиокве», в соответствии с которым Святой Дух исходит не только от Бога-Отца, но и от Бога-Сына. Греко-византийская церковь не приняла этого добавления.
- Вестготы приняли католицизм.

## Родились
- Максим Исповедник
- Кадван ап Иаго

## Скончались
- Рин ап Майлгун